# ISO 19111
Lo standard ISO19111 - Riferimenti spaziali tramite coordinate fa parte degli standard prodotti da ISO/TC211 e definisce uno schema concettuale per la descrizione dei riferimenti spaziali attraverso coordinate.
Descrive i requisiti minimi necessari per definire sistemi di riferimento, attraverso coordinate, in 1, 2 e 3 dimensioni. È possibile fornire informazioni descrittive aggiuntive.
Lo standard descrive inoltre le informazioni necessarie per cambiare i valori delle coordinate da un sistema di coordinate ad un altro. Può essere utilizzata da parte dei fornitori e degli utenti di informazioni geografiche. Benché sia applicabile a dati geografici numerici, i principi del modello possono essere estesi a diverse altre forme di dati geografici quali mappe, carte e documenti di testo.
La norma italiana UNI-EN-ISO19111 è la versione ufficiale in lingua inglese della norma europea EN ISO 19111 (edizione gennaio 2005).